# The Public Enemy (professioneel worstelen)
The Public Enemy was een professioneel worsteltag team dat vooral bekend was in de Extreme Championship Wrestling, World Championship Wrestling, National Wrestling Alliance en World Wrestling Federation. De leden van dit team waren Johnny Grunge en Rocco Rock.

## In het worstelen
- Finishers
  - Drive-By

- Signature moves
  - Double bulldog

- Managers
  - Jazzy/Jasmin St. Clair

- Opkomstnummers
  - "Here Comes the Hotstepper" van Ini Kamoze (ECW)
  - "Slam" van Onyx

## Prestaties
- Cauliflower Alley Club
  - Other honoree (1995)

- Eastern Championship Wrestling / Extreme Championship Wrestling
  - ECW World Tag Team Championship (4 keer)

- i-Generation Superstars of Wrestling
  - i-Generation Tag Team Championship (2 keer)

- Main Event Championship Wrestling
  - MECW Tag Team Championship (1 keer)

- National Wrestling Alliance
  - Wereld
    - NWA World Tag Team Championship (1 keer)

  - Regionaal
    - NWA United States Tag Team Championship (1 keer)

- New England Pro Wrestling Hall of Fame
  - Class of 2010

- Superstars of Wrestling
  - SOW Tag Team Championship (2 keer: met Johnny Grunge)

- Turnbuckle Championship Wrestling
  - TCW Tag Team Championship (1 keer: met Johnny Grunge)

- Universal Wrestling Alliance
  - UWA Tag Team Championship (1 keer)

- World Championship Wrestling
  - WCW World Tag Team Championship (1 keer)